# Poiana (okręg Teleorman)
Poiana – wieś w Rumunii, w okręgu Teleorman, w gminie Ciuperceni. W 2011 roku liczyła 625 mieszkańców.